# Joaquín Rodríguez Bueno
Blahoslavený Joaquín Rodríguez Bueno, řeholním jménem Ireneo Jacinto (20. srpna 1910, Mazuelo de Muñó – 22. července 1936, Madrid), byl španělský římskokatolický řeholník Kongregace školských bratří a mučedník.

## Život
Narodil se 20. srpna 1910 v Mazuelo de Muñó ve věřící rodině. Jeho vlastní sestra se stala řeholnicí kongregace Sester lásky od Nejsvětějšího Srdce.
Roku 1923 vstoupil v Bugedu do novicátu Kongregace školských bratří a přijal jméno Ireneo Jacinto. Už v mládí čelil problémům se žaludkem. Představený ho poslal do Griñónu, kde se uzdravil a poté nastoupil na školu Las Maravillas. Roku 1931 byla škola vypálena a on byl poslán do Chiclana de la Frontera, Jerez de la Frontera a Cádizu. Roku 1934 odešel do Madridu.
Když v červenci 1936 vypukla Španělská občanská válka, jeho řeholní kongregace byla předmětem prvních útoků revolucionářů. Dne 19. července 1936 vojáci napadli školu bratří. Několik bratrů bylo zavražděno a několik stihlo utéct, mezi nimi byl i Ireneo. Když 22. července 1936 procházel ulicí, revolucionáři jej poznali a odvezli ho na hřbitov, kde jej zastřelili.

## Proces blahořečení
Po roce 1990 byl v arcidiecézi Madrid zahájen jeho beatifikační proces spolu s dalšími 24 mučedníky Kongregace školských bratří a Řádu karmelitánů. Dne 19. prosince 2011 uznal papež Benedikt XVI. mučednictví této skupiny řeholníků. Blahořečeni byli 13. října 2013 ve skupině 522 mučedníků Španělské občanské války.